# Cladocarpus ventricosus
Cladocarpus ventricosus is een hydroïdpoliep uit de familie Aglaopheniidae. De poliep komt uit het geslacht Cladocarpus. Cladocarpus ventricosus werd in 1877 voor het eerst wetenschappelijk beschreven door Allman. 